# Ioana Vișan
Ioana Vișan (n. 1 iulie 1978, Iași - d. 21 septembrie 2016) a fost o scriitoare română de science fiction și fantasy, autoare a seriilor The Impaler Legacy și Broken People și câștigătoare a Premiului de încurajare la Eurocon 2013.

## Biografie
Absolventă a Facultății de Informatică din cadrul Universității Alexandru Ioan Cuza din Iași, Ioana Vișan a debutat literar în revista Nautilus, în 2008, cu povestirea "Înghețul" pentru care a obținut premiul Cititor SF 2009. A publicat frecvent texte science fiction și fantasy în reviste de profil și antologii tematice în limba română. În limba engleză a publicat texte în regie proprie.

## Volume publicate

### În limba română
Culegere de povestiri
- "Efectul de nautil" (Millennium Books, martie, 2013)[4]
- "Secvență de zbor" (Millennium Books, aprilie, 2016)

Nuvelă
- "Instincte umane" (Millennium Books, mai, 2013)[5]

### În limba engleză
Nuvelă
- "Human Instincts" (iunie, 2012)[6]

Culegere de povestiri
- "Blue Moon Cafe Series: Where Shifters Meet for Drinks" (decembrie, 2012)[7]

Seria The Impaler Legacy
- "The Impaler's Revenge" (aprilie, 2013)[8]
- "Sweet Surrender" (aprilie, 2013)
- "A Victory that Counts" (august, 2013)[9]
- "Casualties of War" (august, 2013)[10]
- "Order Restored" (decembrie, 2013)
- "The Third Wheel" (martie, 2014)
- "The Impaler Legacy Omnibus" (martie, 2014)

Seria Broken People
- "Broken People" (noiembrie, 2014)
- "The Nightingale Circus" (decembrie, 2014)
- "Broken Hearts" (septembrie, 2015)

Seria The Stolen Wings
- "The Weight of a Wing" (aprilie, 2015)
- "The Strength of a Heart" (martie, 2016)

Seria The Devil You Know
- "Breaking the Chains" (iunie, 2015)
- "The Night between Heaven and Hell" (martie, 2016)

Seria Law and Crucible
- "No Port to Land" (decembrie, 2015)
- "Point of Origin" (decembrie, 2015)
- "Bonds of Steel" (decembrie, 2015)

## Proză scurtă

### În limba română
- "Înghețul" (Nautilus, nr. 6, iulie, 2008)
- "Dansând pe sârmă" (Sfera Online,  iunie, 2009)
- "Cea mai bogată femeie din lume" (Nautilus, nr. 20, septembrie,  2009)
- "La distanță de un lift" (Nautilus, nr. 27, aprilie, 2010)
- "Periuța, bat-o vina..." (EgoPHobia, nr. 27, iunie, 2010)
- "Simfonie de gloanțe și sânge" (Nautilus, nr. 32, septembrie, 2010)
- "Din lipsă de Timp" (Nautilus, nr. 34, noiembrie, 2010)
- "Foșnet de îngeri" (Nautilus, nr. 36, ianuarie, 2011)
- "Uriașii" (Nautilus, nr. 38, martie, 2011)
- "Ne întâlnim la capătul drumului" (Nautilus, nr. 40, mai, 2011)
- "Alergând după o rază de soare" (Gazeta SF, nr. 6, iunie, 2011)
- "Inimi de piatră" (Nautilus, nr. 42, iulie, 2011)
- "Culori și umbre" (Nautilus, nr. 45, octombrie, 2011)
- "Navigând prin ceață" (SRSFF, noiembrie, 2011)
- "Camuflaj" (Nautilus, nr. 47, decembrie, 2011)
- "O oră de iubire" (Nautilus, nr. 49, februarie, 2012)
- "Semințe de înțelepciune" (Nautilus, nr. 51, aprilie, 2012)
- "Printre heliotropi și zâmbete" (Suspans, nr. 24, mai, 2012)
- "Afacerea secolului" (Nautilus, nr. 53, iunie, 2012)
- "Periuța, bat-o vina..." (Gazeta SF, nr. 18, iunie, 2012)
- "Invazia" (Nautilus, nr. 60, ianuarie, 2013)
- "Un zâmbet de milioane" (Argos, nr. 1, aprilie, 2013)
- "O familie de sclipicioși" (Helion Online, nr. 30, martie-aprilie, 2013)
- "Iluminare" (Revista de Suspans, nr. 7, aprilie, 2013)
- "Rivalitate" (Fantastica, nr. 5, iunie, 2013)
- "Nu-mi călca pe Umbră, doar..." (Fictiuni.ro, nr. 2, noiembrie, 2013)
- "Fata rachetă" (Paradox, nr. 25-26, noiembrie, 2014)
- „Secvență de zbor” (2014) în Xenos. Contact între civilizații
- "Pasărea de Foc" (Argos, nr. 14, februarie, 2016)
- "Înlănțuiți" (Revista de Suspans, nr. 25, aprilie, 2016)

### În limba engleză
- "Unhinged Reality" (Every Day Fiction, septembrie, 2011)
- "The Chase" (Revista de Suspans, nr. 7, aprilie, 2013)
- "The Blade Masters" (Revista de Suspans, nr. 20, decembrie, 2014)
- "That Damned Toothbrush..." (Aphelion, nr. 208, iulie, 2016)

## Antologii

### În limba română
- "Dansând pe Marte și alte povestiri fantastice" (editor Michael Haulică, Millennium Press, noiembrie, 2009)[11]
- "Steampunk: A doua revoluție" (editor Adrian Crăciun, Millennium Books, martie, 2011)[12]
- "Venus – povestiri erotice science fiction" (editor Antuza Genescu, Eagle House Publishing, noiembrie, 2011)[13]
- "Cele 1001 de scorneli ale Moșului SF" (editor Ștefan Ghidoveanu, Millennium Books, martie, 2012)[14]
- "Zombii: Cartea morților vii" (editor Mircea Pricăjan, Millennium Books, martie, 2013)[15]
- "Călătorii în timp. Antologie de povestiri SF" (editor Antuza Genescu, Editura Nemira, aprilie 2013)[16]
- "Ferestrele timpului. Antologie de ficțiuni speculative" (editor Stefan Ghidoveanu, Tracus Arte, noiembrie 2013)[17]
- "Bumerangul lui Zeeler. Antologie Gazeta SF 2014"  (editor Alexandru Ioan Despina, Cygnus, ianuarie, 2014)
- "Best of Mystery & Horror #1 - Revista de suspans"  (editor Mircea Pricăjan, Herg Benet, aprilie, 2014)
- "Xenox. Contact între civilizații"  (editor Antuza Genescu, Nemira, mai, 2014)
- "Argos Doi. Proză Science-Fiction & Fantasy"  (editor Michael Haulică, MediaTech & TexaRom, mai, 2015)
- "Dincolo de orizont. Povestiri science fiction, vol.1"  (editor Michael Haulică, Millennium, noiembrie, 2015)
- "Galaxis. Noua operă spațială" (editor Antuza Genescu, Eagle Publishing House, aprilie, 2016)

### În limba engleză
- "Evolution: Vol. 2 (A Short Story Collection)" (editori Lane Diamond și D.T. Conklin, Evolved Publishing, septembrie, 2012)[18]

## Premii
- 2009 – Premiul Cititor SF[2]
- 2012 – Premiul 2 la concursul Helion[19]
- 2013 – Premiul de încurajare al Societății Europene de Science Fiction la Eurocon[20]